# Springer Höhe
Der vollständig bewaldete Berg Springer Höhe hat eine Gipfelhöhe von 371,6 m ü. NHN und zählt zum Frauenseer Forst. Er befindet sich am Westrand der Gemarkung von Möllersgrund, nahe der Ortslage von Springen im Wartburgkreis in Thüringen.
Zum Höhenzug gehören auch die zum Teil landwirtschaftlich genutzten Nebengipfel
- Gansberg (⊙ 340 m ü. NHN)
- Hahnkopf (⊙ 331 m ü. NHN)

An der Ostflanke des Berges wurde im Tälchen Möllersgrund der gleichnamige Ortsteil von Frauensee als Bergarbeitersiedlung angelegt. 